# إدغار ماي
إدغار ماي (بالإنجليزية: Edgar May)‏ هو صحفي وسياسي أمريكي، ولد في 27 يونيو 1929 في زيورخ في سويسرا، وتوفي في 27 ديسمبر 2012 بسبب سكتة. حزبياً، نشط في الحزب الديمقراطي. وقد انتخب عضو مجلس نواب فيرمونت.